# Revolt (альбом)
Revolt — другий студійний альбом фарерського альтернативного гурту The Dreams, дата виходу 22 лютого 2010 року. Випущено лейблом Black Pelican і записано у студії Chief Management Studio. Продюсер альбому Chief 1 (Ларс Педерсен). Альбом складається з 10 пісень написаних англійською мовою, для збільшення аудиторії прихильників не тільки в Данії.

## Учасники
- Ганс Едвард Андреасен — фронтмен, гітара (з 2006)
- Гейні Гілстон Корфітц Андреасен — соло-гітара, бек-вокал (з 2007)
- Ейрікур Гілстон Корфітц Андреасен — бас-гітара, бек-вокал (з 2006)
- Гейні Мортенсен — барабани, ударні музичні інструменти (з 2006)

## Список композицій
| #     | Назва                     | Тривалість |
| ----- | ------------------------- | ---------- |
| 1.    | «Revolt»                  | 3:30       |
| 2.    | «We Are The Murderers»    | 3:27       |
| 3.    | «Under The Sun»           | 3:51       |
| 4.    | «Black Sheep»             | 2:57       |
| 5.    | «United We Fall»          | 3:17       |
| 6.    | «Not Sad Forever»         | 3:25       |
| 7.    | «The Optimist»            | 3:37       |
| 8.    | «Too Late To Cry»         | 3:11       |
| 9.    | «This Is Not A Love Song» | 2:13       |
| 10.   | «Insomnia Suite»          | 7:09       |
| 34:77 |                           |            |

## Сингли
| Сингл         | Чарт (DEN) | Рік  |
| ------------- | ---------- | ---- |
| Under The Sun | 1          | 2009 |
| Revolt        | 1          | 2010 |
| The Optimst   | -          | 2010 |